# Kivuye
Kivuye ist ein Sektor im Osten des Distrikts Burera an der Grenze zu Uganda in der Nordprovinz von Ruanda.

## Geographie
Der Sektor hat eine Fläche von 36,7 km² und eine in Nordwest-Südost-Richtung langgestreckte Form. Er liegt auf einer Höhe von etwa 2330 m und setzt sich aus den vier Zellen Bukwashuri, Gashanje, Murwa und Nyirataba zusammen. Kivuye grenzt im Osten an Uganda. Im Südwesten liegt der Sektor in den Rugezi-Sümpfen, die seit 12. Januar 2005 als Ramsar-Gebiet ausgewiesen sind. Durch diese verläuft der Rugezi, der weiter im Nordwesten in den Burera-See mündet. Er bildet die Grenze zu den Nachbarsektoren Cyeru im Nordwesten und Rwerere im Südwesten. Weitere Nachbarsektoren sind im Osten Bungwe, im Südosten Gatebe und im Norden Butaro.

## Bevölkerung
Nach Stand der Volkszählung von 2022 liegt die Einwohnerzahl bei 18.057. Zehn Jahre zuvor waren es 15.448, was einem jährlichen Bevölkerungszuwachs von 1,6 Prozent zwischen 2012 und 2022 entspricht.

## Verkehr
Durch den Sektor verläuft die Nationalstraße 21 und eine District Road. Beide sind Stand 2022 nicht asphaltiert.